# Charles A. O. McClellan
Charles A. O. McClellan  (* 25. Mai 1835 in Ashland, Ohio; † 31. Januar 1898 in Auburn, Indiana) war ein US-amerikanischer Politiker. Zwischen 1889 und 1893 vertrat er den Bundesstaat Indiana im US-Repräsentantenhaus.

## Werdegang
Charles McClellan besuchte die öffentlichen Schulen seiner Heimat. Nach einem anschließenden Jurastudium in Auburn und in Waterloo und seiner 1863 erfolgten Zulassung als Rechtsanwalt begann er in Waterloo, in diesem Beruf zu arbeiten. Ab 1868 war McClellan auch im Bankgewerbe tätig. In den Jahren 1879 bis 1881 fungierte er als Richter im 40. Gerichtsbezirk von Indiana.
Politisch war McClellan Mitglied der Demokratischen Partei. Bei den Kongresswahlen des Jahres 1888 wurde er im zwölften Wahlbezirk von Indiana in das US-Repräsentantenhaus in Washington, D.C. gewählt, wo er am 4. März 1889 die Nachfolge von James Bain White antrat. Nach einer Wiederwahl konnte er bis zum 3. März 1893 zwei Legislaturperioden im Kongress absolvieren. Ab 1891 war er Vorsitzender des Ausschusses zur Kontrolle der Ausgaben des Marineministeriums.
1892 verzichtete McClellan auf eine erneute Kandidatur. In den folgenden Jahren praktizierte er wieder als Anwalt und war weiterhin im Bankgeschäft tätig. Er starb am 31. Januar 1898 in Auburn und wurde in Waterloo beigesetzt.